# Малатеста, Пандольфо IV
Пандольфо IV Малатеста (итал. Pandolfo IV Malatesta) по прозвищу Пандольфаччо (итал. Pandolfaccio; июль 1475 — июнь 1534) — итальянский кондотьер, сеньор Римини в 1482—1500 и 1522—1523.

## Биография
Сын Роберто Малатеста. После смерти отца (1482) — капитан-генерал Республики Венеция. В 1486 году возведён в рыцарское звание королём Альфонсом II Неаполитанским.
В 1495 году во главе венецианского войска участвовал в битве при Форново и последующей осаде французского гарнизона в Новаре.
Жестокость Пандольфо IV вызвала ненависть к нему его подданных. В 1497 году он совершил попытку изнасилования молодой жительницы Римини, что вызвало народное восстание, которое удалось подавить только с помощью венецианцев.
В 1500 году отлучён от церкви папой Александром VI, после чего сын понтифика Чезаре Борджиа вторгся во владения Пандольфо IV. Оставшись без поддержки, тот был вынужден отказаться от Римини за компенсацию в размере 2900 дукатов. После этого жил в Венеции.
В 1503 году после смерти Александра VI попытался восстановить свою власть в Римини, но безуспешно. Продал венецианцам права на все свои утраченные владения. У него осталась сеньории Читтаделла, которая была официально признана за ним в 1512 году императором Священной Римской империи.
В 1522 году Пандольфо со своим сыном Сиджисмондо на короткое время восстановили свою власть в Римини, но были изгнаны герцогом Урбино.
Последние годы жизни Пандольфо IV провёл в Ферраре при дворе Альфонсо д’Эсте. Умер в Риме в июне 1534 года.